# Rumohra capuronii
Rumohra capuronii är en träjonväxtart som beskrevs av Tard. Rumohra capuronii ingår i släktet Rumohra och familjen Dryopteridaceae. Inga underarter finns listade.